# Учитељска искра
Учитељска искра, био је просветно-школски часопис, које је излазио месечно у Крагујевцу, од 1. октобра 1921. до јуна 1928, под уредништвом Драгутина Михаиловића, затим Ђурђа Миленковића. Од септембра до децембра 1928. излази у Београду, под уредништвом Душана Виторовића. За време шестојануарске диктатуре (1929) престаје излазити.
Учитељска искра је настављала програм Учитељске борбе, забрањене Обзнаном и окупљала исте сараднике.